# Epix
Epix (skrivet i titeln som EPIX) var en svensk tidning för vuxenserier. Den kom ut mellan 1984 och 1992. Tidningen gavs ut av RSR Epix AB. Förläggare och ansvarig redaktör var Horst Schröder.
Månadstidningen Epix kom att bli den mest långlivade av de vuxenserietidningar som startades under 1980-talet i Sverige, och den kom under sin levnad att kompletteras med ett antal mer specialiserade syskontidningar. Serieurvalet var till stor del baserat kring namn från franska serietidningar som À Suivre, Pilote och Circus, men bredden på innehållet var stort. Här fanns både olika varianter av humor, erotik/pornografi, relationsnoveller, episka följetonger och mer konventionella genreäventyr. 1993 las tidningen ner, efter att distributören Predabs konkurs stoppat förlagets tidningsdistribution.

## Historik

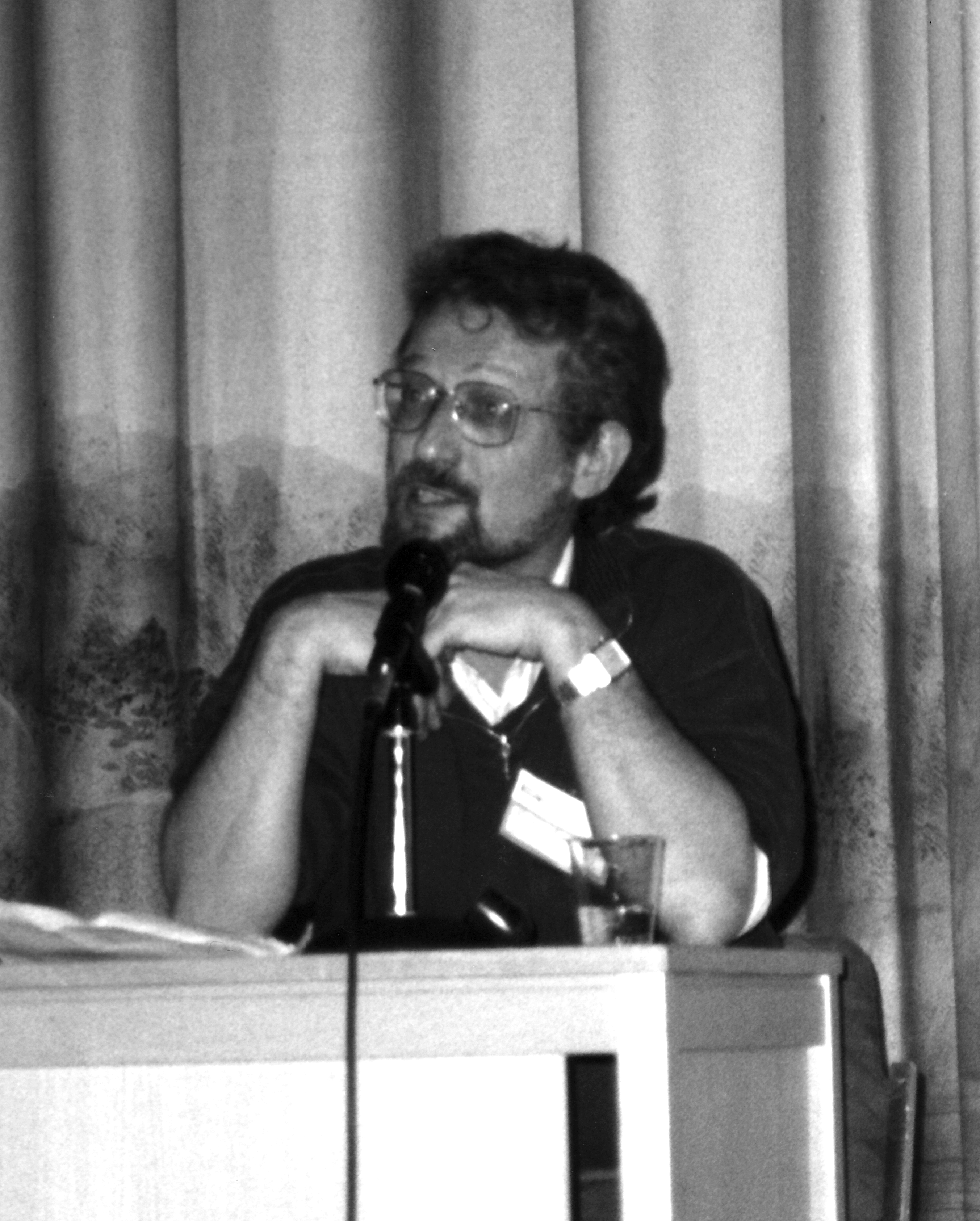
Förläggaren/redaktören Schröders ledarartiklar presenterade ofta en skarpt kritisk syn på världen.

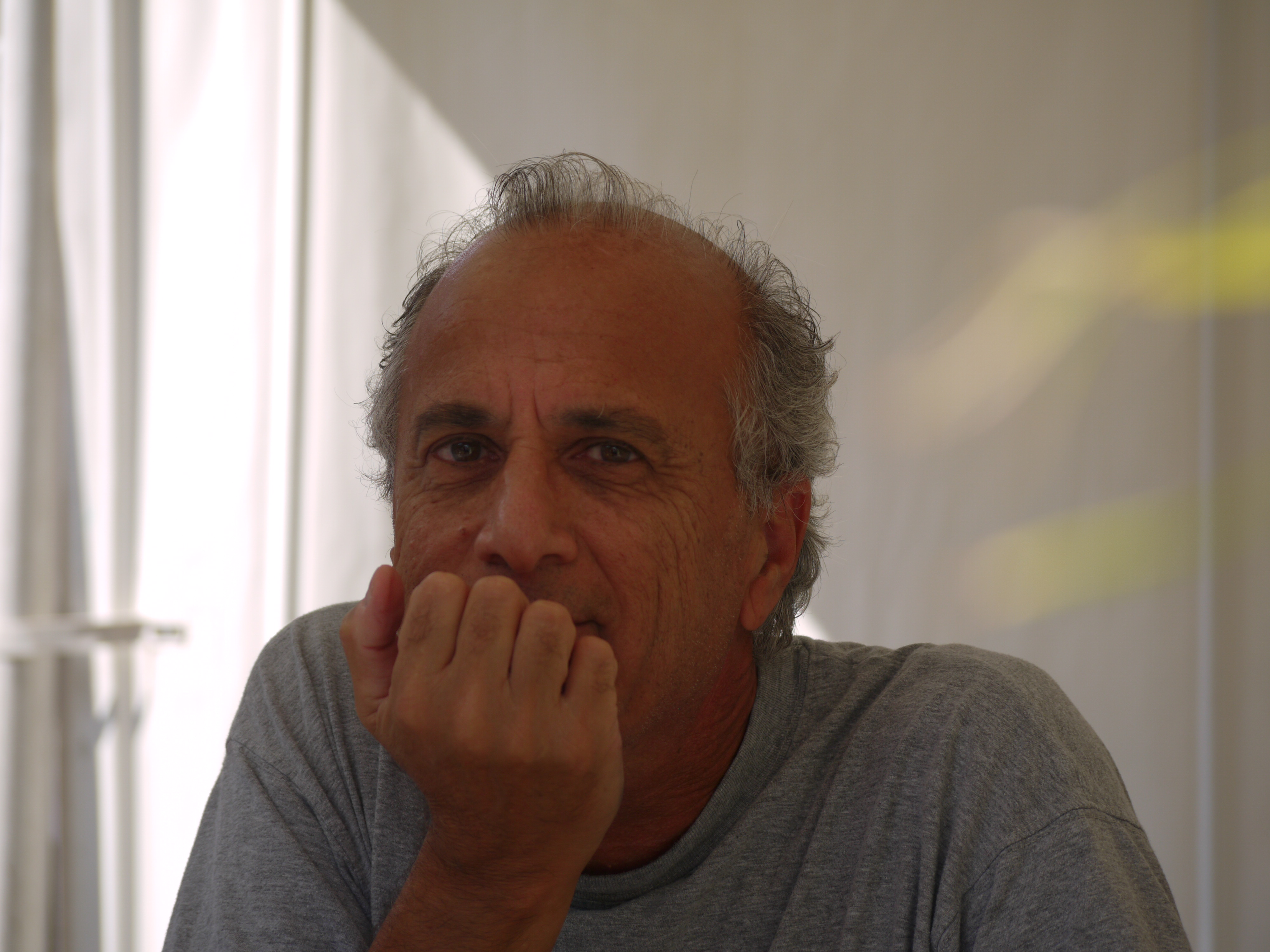
Den absurdistiske seriehumoristen Édika återkom flitigt i Epix (foto från 2009).

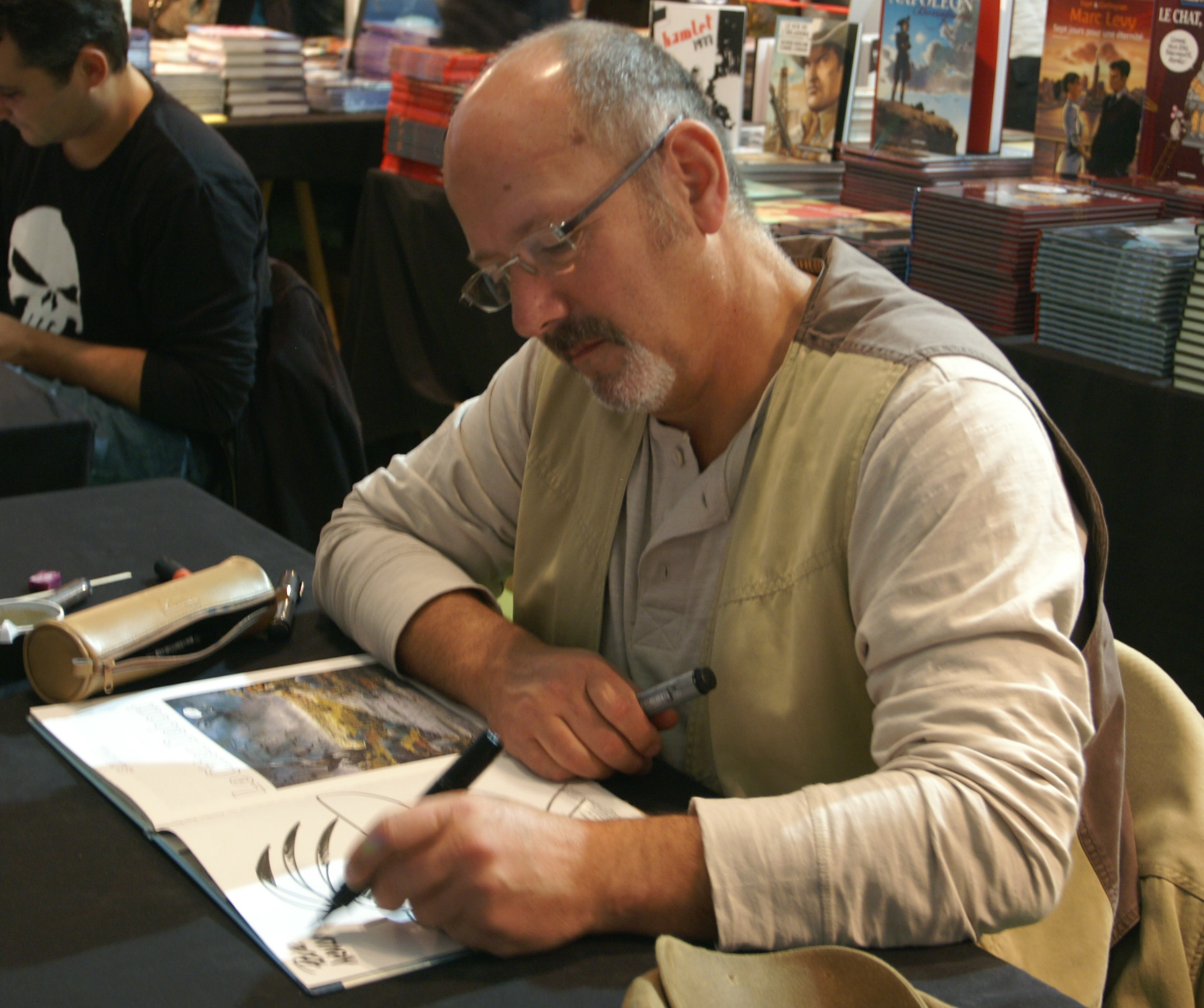
Benoît Sokals (2010) ankdeckare Canardo syntes redan i nummer 1/84.

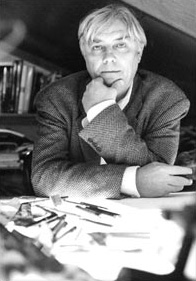
Milo Manara (2008) bjöd på erotisk elegans.

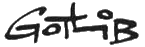
Gotlibs humorserier syntes ofta under Epix tidiga år.

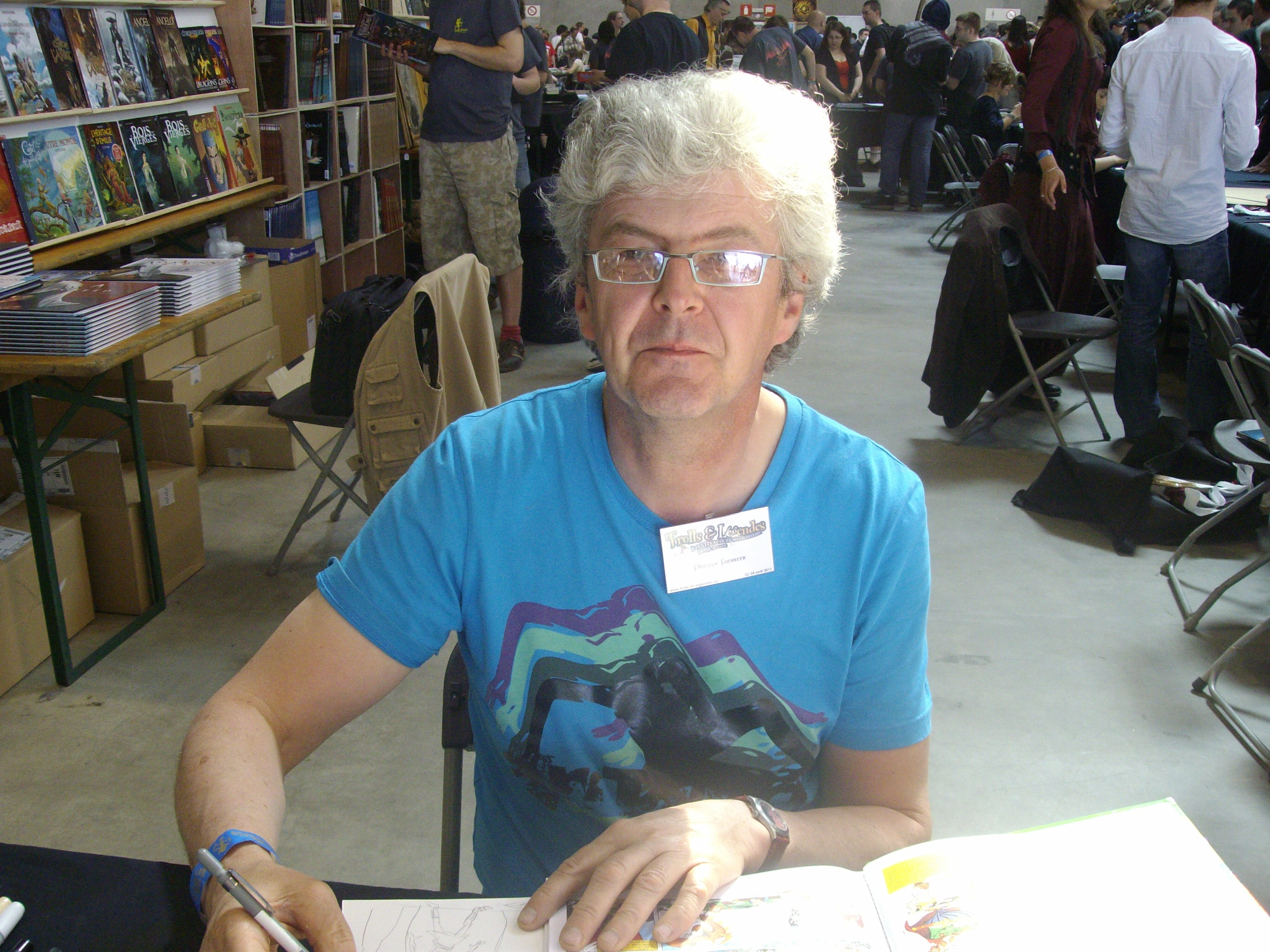
Philippe Foerster (2011) tecknade rysliga serienoveller.

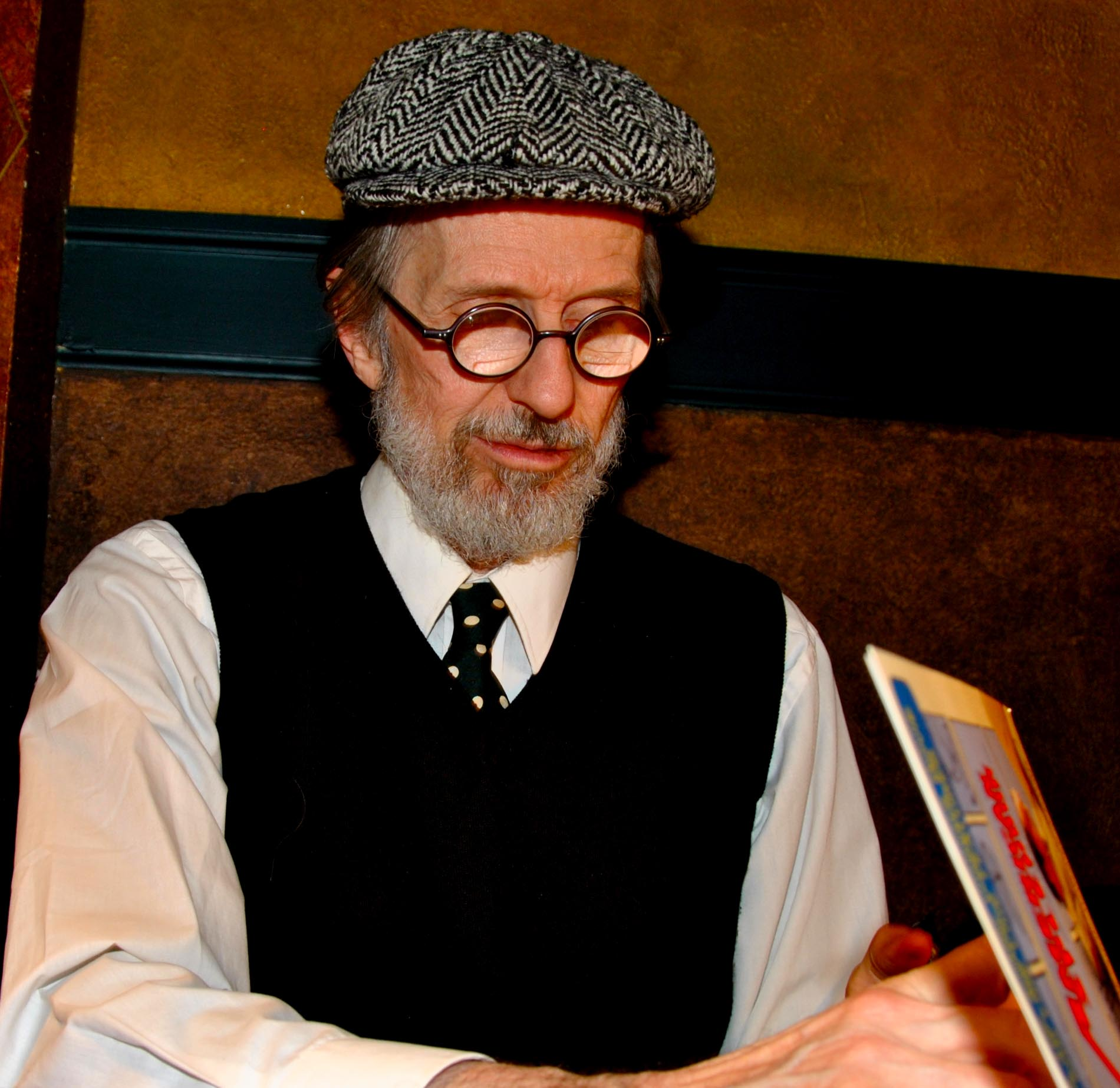
Epix tryckte många kortare serier av Robert Crumb (2010).

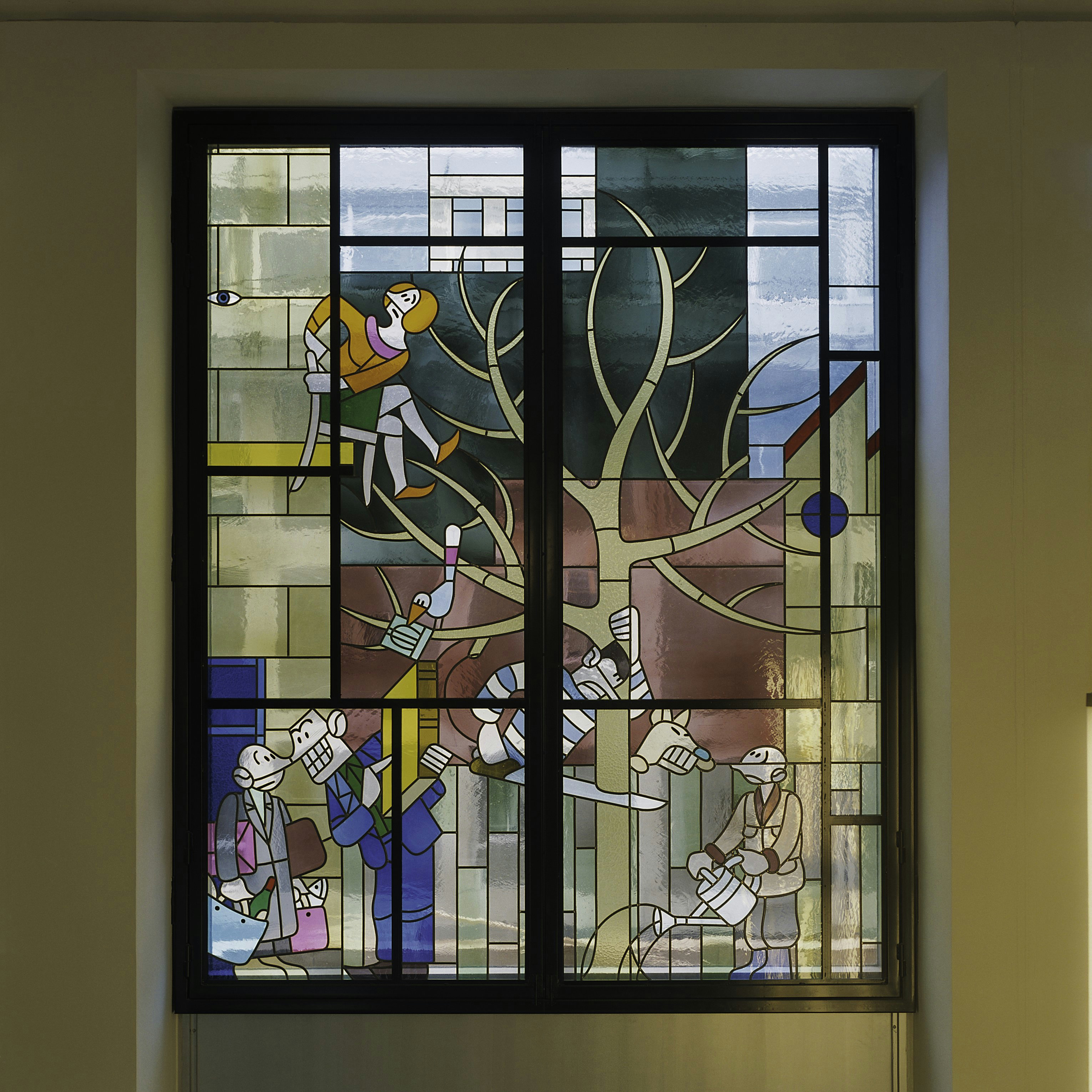
Klara linjen-tecknaren Joost Swarte var flitig i tidiga Epix.

Epix grundades som en av de första svenska serietidningarna med "serier för vuxna". Föregångare var i viss mån den kortlivade Crack (1983–1984) och dess utgivare ETC som även publicerat en del franska och italienska serier i sin huvudtidning samt i en seriespecial. År 1985 kom även Elitserien med sitt enda nummer, liksom Crack tryckt i svart-vitt och i ett traditionellt svenskt serietidningsformat. Carlsen/if och i viss mån Alvglans hade tidigare introducerat några av de nya europeiska (främst franska) serierna via albumutgåvor. Horst Schröder hade själv publicerat både amerikanskt och europeiskt material via sitt då ganska färska albumförlag Medusa.
Maj 1984 startades inte bara en utan två nya svenska vuxenserietidningar. Båda hämtade med sitt magasinsformat och serieurval i färg och svart-vitt inspiration från franska föregångare. Den Lund-baserade Pulserande Metal (redaktör: Karl G. Jönsson) var en svensk förlaga av Métal Hurlant och hämtade både serier och den redaktionella stilen från den franska SF-serietidningen. Epix var en mer svårplacerbar tidning, med både europeiska och amerikanska serier i olika genrer som hämtades från tidningar som franska À Suivre och Pilote, spanska El Víbora samt italienska Linus och Orient Express.
Tidningen avknoppades även i albumserien Studio Epix (1987–1990). Där samlades en del serieföljetonger från tidningen men även en del andra albumserier som inte synts i tidningen. Studio Epix publicerade i första hand färgserier i standardalbumformat (runt 50 sidor), samtidigt som Horst Schröder andra förlag Medusa i mitten av 1980-talet koncentrerade sig kring längre serieromaner som ofta(st) trycktes i svart-vitt. Formatskillnaden mellan Studio Epix och Medusa-albumen blev mindre med tiden, eftersom Medusa senare även började ge ut många album i färg.

## Utgivning
Totalt utkom 97 nummer av Epix, varav ett nummer (9/10) kom i två upplagor. Från nummer 1/87 (#33) och fram till 5/91 hade man löpnumret utskrivet på sidan 3 eller 2. Det första numret (1/84) kom maj 1984, medan det sista (13-14/1992) nådde läsarna december 1992. Förutom den sista årgången hade tidningen hela tiden månatlig utgivning, utom 1991 då endast 10 nummer gavs ut.
Epix var i ungefär A4-format och publicerade både serier i svart-vitt och färg. Till skillnad från systertidningen Pox experimenterade man aldrig med tvåfärgstryck. Tidningen var klammerhäftad fram till 4/90, därefter med limmad rygg.
Utom de två första numren trycktes tidningen under hela sin existens på Vaasa OY i Vasa i Finland. Pappersval och rotationstrycksteknikens begränsningar ledde ofta till misspass, och telefonsamtal mellan tryckeri och den allt annat än konflikträdde förläggaren Schröder var ofta tema i tidningens egen "husserie" Box 19008 (tecknad av Ulf Jansson).

### Utgåvor
| Årgång | Nummer          | Löpnummer | Sidor                | Noter |
| ------ | --------------- | --------- | -------------------- | --- |
| 1984   | 1/84–8/84       | #1–8      | 84                   | |
| 1985   | 1/85–12/85      | #9–20     | 84 → 116 → 100 → 132 | 4/85–5/85 = 116 s., 12/85 = 132 s.                                                                        |
| 1986   | 1/86–12/86      | #21–32    | 100 → 116            | 12/86 = 116 s.                                                                                            |
| 1987   | 1/87–12/87      | #33–44    | 100 → 166            | 12/87 = 116 s.                                                                                            |
| 1988   | 1/88–12/88      | #45–56    | 100                  | |
| 1989   | 1/89–12/89      | #57–68    | 100 → 116 → 100      | 5/89 = 116 s.                                                                                             |
| 1990   | 1/90–12/90      | #69–80    | 100 → 116 → 100      | 5/90 = första limbundna numret, 7/90 = 116 s., 9/90 = två upplagor, 11/90 feltryckt som 10/90 på omslaget |
| 1991   | 1/91–10/91      | #81–90    | 100 → 116 → 84       | 7/91 = 116 s., 8/91–10/91 = 84 s.                                                                         |
| 1992   | 1-2/92–13-14/92 | #91–97    | 132 → 116            | 11-12/92–13-14/92 = 116 s.                                                                                |

## Serieskapare
Här listas ett antal av serieskaparna som återkommande publicerades i Epix samt i vilket nummer de debuterade.
1984
- 1/84 –  Édika
- 1/84 –  Benoît Sokal
- 1/84 –  Milo Manara
- 1/84 –  André Franquin
- 1/84 –  Daniel Ceppi
- 1/84 –  Marcel Gotlib
- 1/84 –  Christian Binet
- 2/84 –  Richard Corben
- 2/84 –  Régis Franc
- 2/84 –  Philippe Foerster
- 4/84 –  Jacques de Loustal
- 4/84 –  Robert Crumb
- 4/84 –  Rodolphe
- 4/84 –  Joost Swarte
- 5/84 –  François Bourgeon
- 8/84 –  François Boucq
- 8/84 –  Jaime Hernandez

1985
- 2/85 –  Francis Masse
- 3/85 –  Violeff
- 3/85 –  F'Murr
- 5/85 –  Martin Veyron
- 5/85 –  Vaughn Bodé
- 5/85 –  Altan
- 6/85 –  Enki Bilal

1986
- 2/86 –  Vittorio Giardino
- 5/86 –  Daniel Goossens
- 6/86 –  Daniel Torres
- 6/86 –  Max Cabanes
- 6/86 –  Miguelanxo Prado
- 7/86 –  Tronchet
- 8/86 –  Carlos Sampayo
- 9/86 –  Ulf Jansson
- 9/86 –  Fred
- 9/86 -  Yves Chaland
- 10/86 –  Baru
- 11/86 –  Will Eisner

1987
- 2/87 –  Christian Rossi
- 2/87 –  Serge Le Tendre
- 2/87 –  Jacques Ferrandez
- 9/87 –  Annie Goetzinger
- 12/87 –  Frank Margerin

1988
- 3/88 –  Ralf König
- 7/88 –  Joe Sacco

1989
- 3/89 –  Francisco Solano López
- 6/89 –  Yann
- 12/89 –  Kamagurka

1990
- 8/90 –  Peter Bagge

## Epix' ledare och Box 19008
Epix var en på flera sätt ovanlig serietidning, vid sidan om det ofta okonventionella och kompromisslösa serieurvalet. Horst Schröder (enstaka gånger ersatt av bland annat medredaktören Göran Ribe som i 12/87 avhandlade "Konst inför rätta" och Paolo Veronese) tillverkade för varje nummer en lång ledarspalt, som ofta kunde breda ut sig över ett antal sidor. Innehållet hade ofta ganska lite med tidningens innehåll att göra. Ledarna speglade istället Schröders syn på livet och samtiden, och i många polemiska, personliga texter luftade han sina åsikter om sakernas tillstånd.

### Urval av Schröders ledare
1984
- 2/84 – "Om moral"
- 6/84 – "Lycka är skosnören"

1985
- 1/85 – (ETC/Cracks "seriepirateri")
- 5/85 – "Porr"
- 6/85 – "Tintin"
- 12/85 – "Kulturbyråkraterna och serieutställningen"

1986
- 8/86 – (Luchino Visconti)
- 9/86 – (Tysk film och nazismen)
- 10/86 – (Gökboet)

1987/
- 1/87 – "Fnyz, censur!"
- 6/87 – "25 dagsböter" (ETC-åtalet)
- 8/87 – "Är bög bra?"
- 10/87 – "Dumheten segrar"

1988
- 1/88 – "Överleva eller leva"
- 2/88 – "Själssamlaren"
- 3/88 – "Frihetsmusik för kroppen"
- 4/88 – (graffiti)
- 5/88 – "Manga manga"
- 6/88 – "Bedragarnas konung"
- 7/88 – "Serietillståndet i nationen"
- 8/88 – "Om de onämnbara" (damunderkläder)
- 9/88 – "Barnmode för arier"
- 11/88 – "Jag fuskade i teckning" (konst på piedestal)

1989
- 1/89 – "Moralen ökar risken"
- 2/89 – "En dag i chefslivet" (far och son på promenad)
- 3/89 – "TV fördummar" (Rikets kultur pratar serier)
- 4/89 – "Angouleme"
- 6/89 – "And what's your poison, pal?"
- 7/89 – "Moraliska pisseviskere" (anmälan mot Pox[6], med uppföljning i ett antal kommande ledare)
- 12/89 – "Presam-skandalen" (även beskriven bland annat här[7])

1990
- 1/90 – "Avskedstrilogi – Del 1. Andra femtiotalet äntligen över"
- 4/90 – "Polaren Måns och mr Comics" (även i kommande nummer)
- 7/90 – "Vad hade hänt om inte ett starkt Sovjet hållit västmakterna stången?"
- 8/90 – "En censurerad ledare" (resa till Rumänien 1988)
- 9/90 – "Inte nöjer sig fan med lillfingret" (den svenska rasismen) + "Hjälp mig att finna min son" (efterlysning på omslaget samt inuti andraupplagan av tidningen; fortsättning i kommande tre nummer samt slutsummering i 1/91. Slutresultat: Leslie Schröder kom till slut tillbaka till Sverige.)

1991
- 4/91 – "Kulturens kretslopp – finkulturens kontroll av skräpkulturens kloaker"
- 6/91 – "USA borde ha fortsatt till Bagdad"
- 7/91 – "Tillbaka till min båda Tyskland"
- 9/91 – "…en slemmig torsk i en brödrost…"
- 10/91 – (systemskifte i Sverige)

1992
- 1-2/92 – "Nu får det fan vara nog" (tidningsbojkott på Konsum)
- 5-6/92 – "Vi själl overkamm" (fäderneslandet)
- 7-8/92 – "Du skall inte döda"
- 9-10/92 – "Ett fax från helvetet"
- 13-14/92 – "om bankdirektörer och andra kriminella"

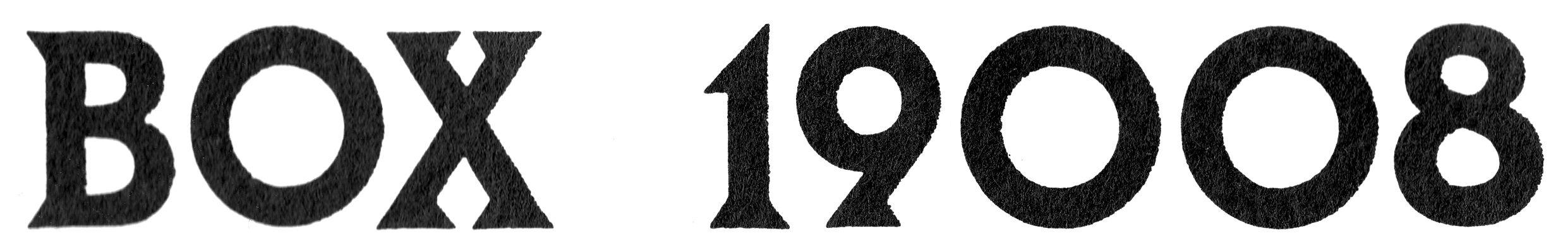
Förlagets boxadress, här tagen från titeln till Ulf Janssons serie med samma namn.

### Box 19008
Horst Schröders förlagsutgivning använde ända sedan starten Box 19008 i Stockholm i sin adressering. Denna boxadress kom i sin tur att ge namn åt den tecknade serien Box 19008, skapad av Ulf Jansson som länge hade ateljéplats på förlagets kontor.[källa behövs] Den svart-vita humorserien, som åren 1986–1992 publicerades i Epix i sammanlagt 25+1 avsnitt, presenterade – mer eller mindre sanningsenliga – episoder ur det dagliga livet på ett litet svenskt serieförlag. Många av seriens poänger utgick från Horst Schröders ofta häftiga temperament och vad som hände när hans ambitiösa utgivningsplaner krockade med verkligheten.

## Bildgalleri

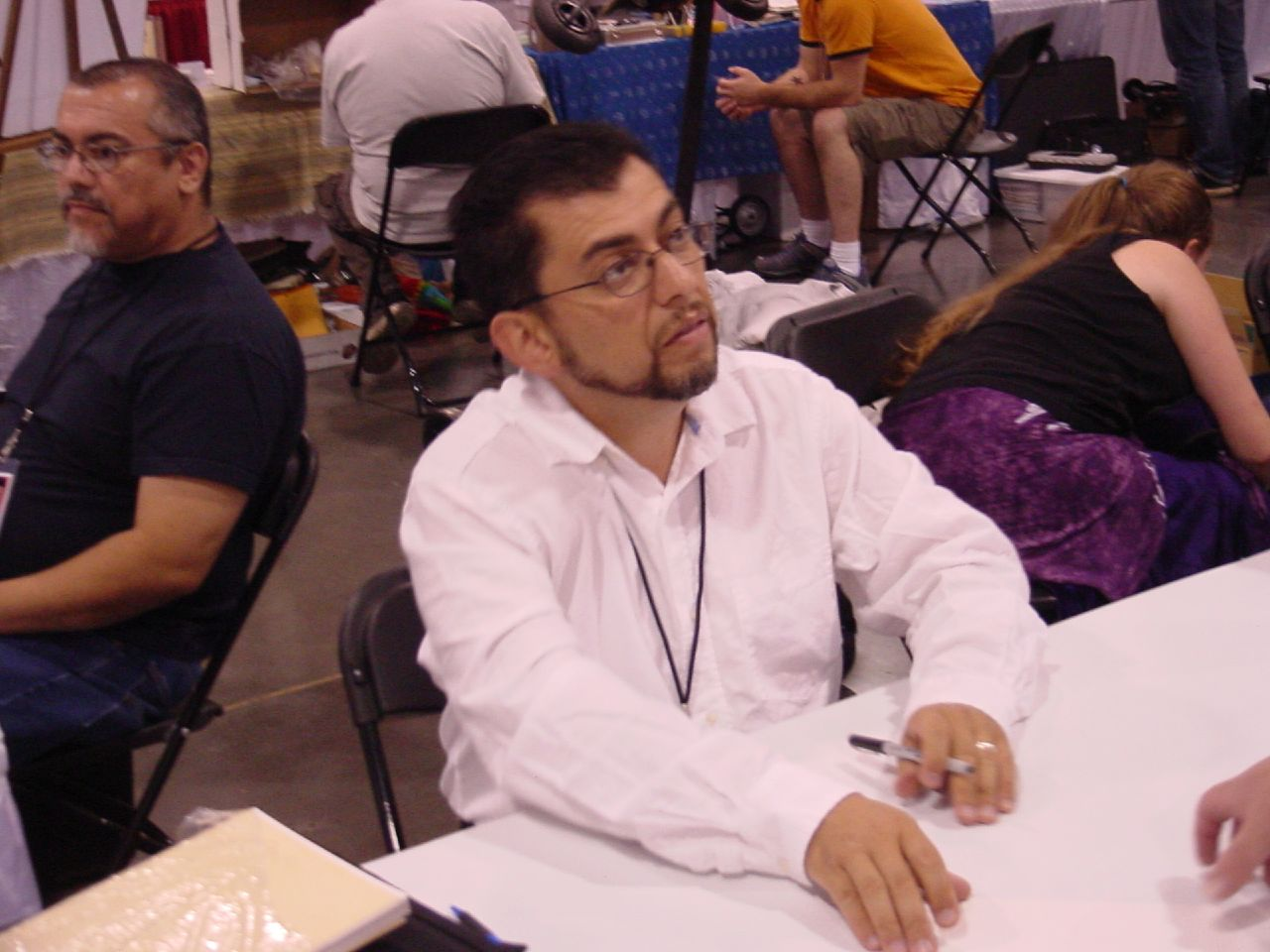
Jaime Hernandez (här med sin bror Gilbert till vänster, 2007) blev ett av märkesnamnen i Epix.
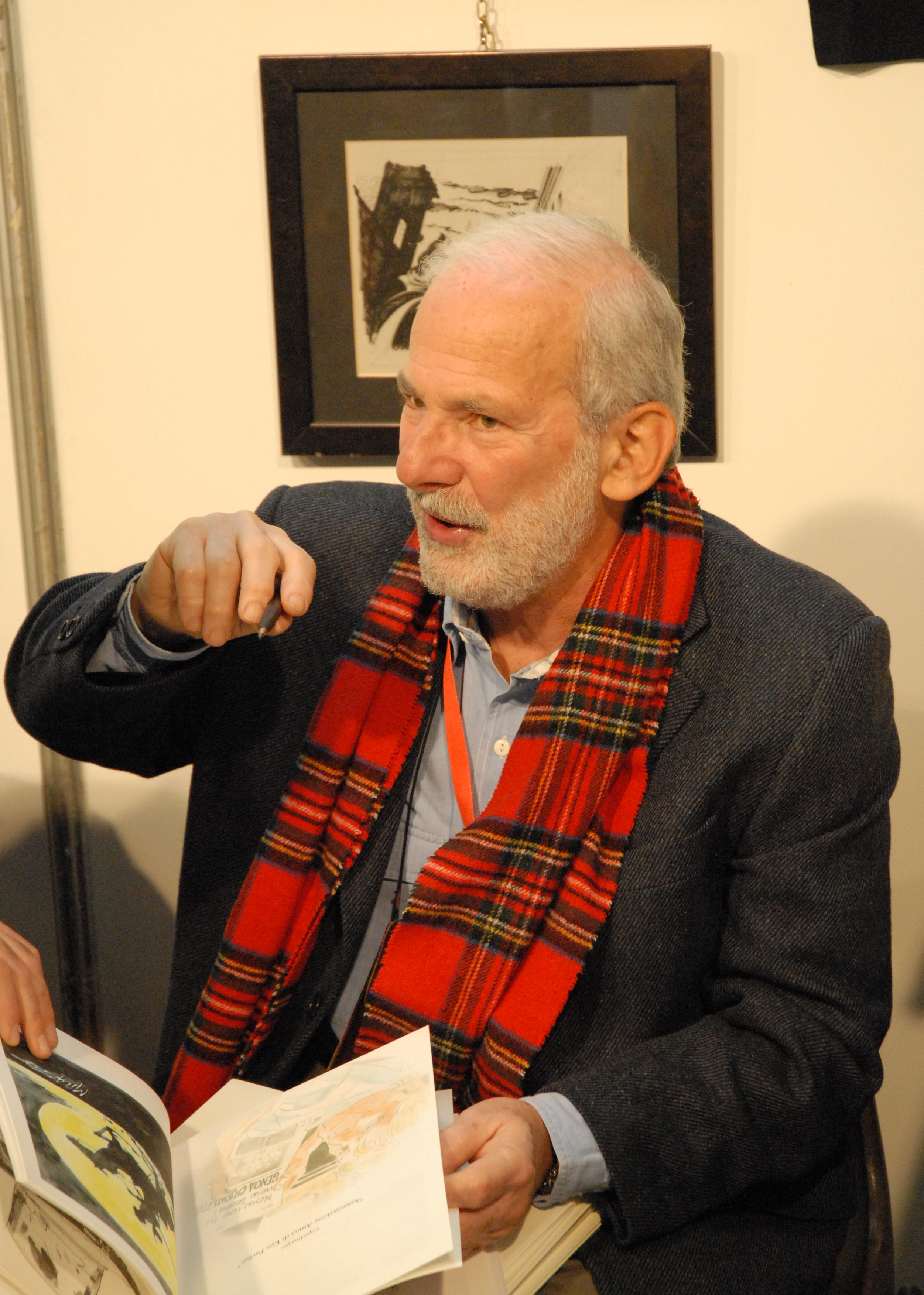
Vittorio Giardino (2010) tecknade deckaren Sam Pezzo och de erotiska korthistorierna i serien Little Ego.
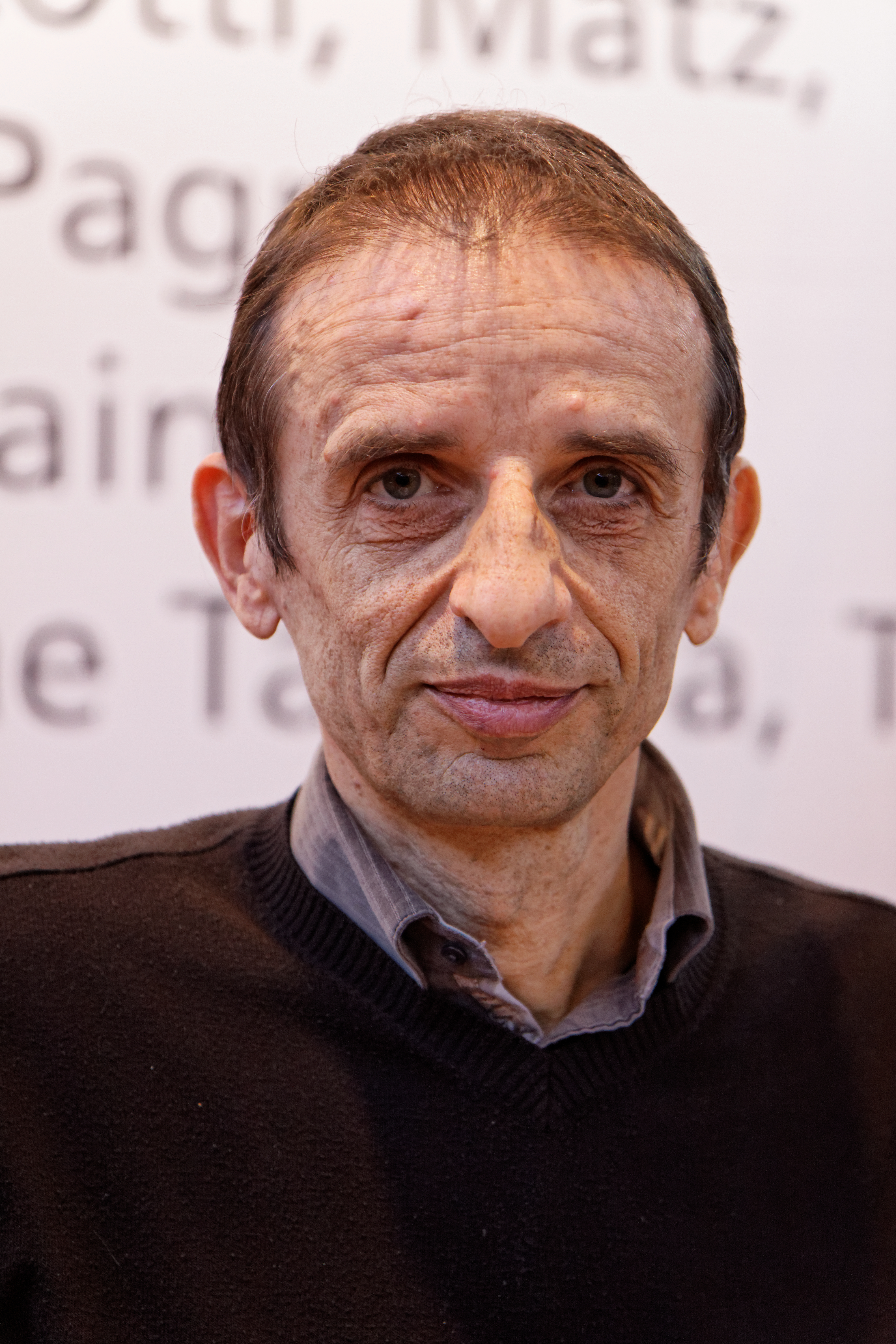
Subtilt egensinniga franska humorister fanns många av i Epix. Daniel Goossens (2012) var en av dem, vid sidan av folk som François Boucq och Francis Masse.
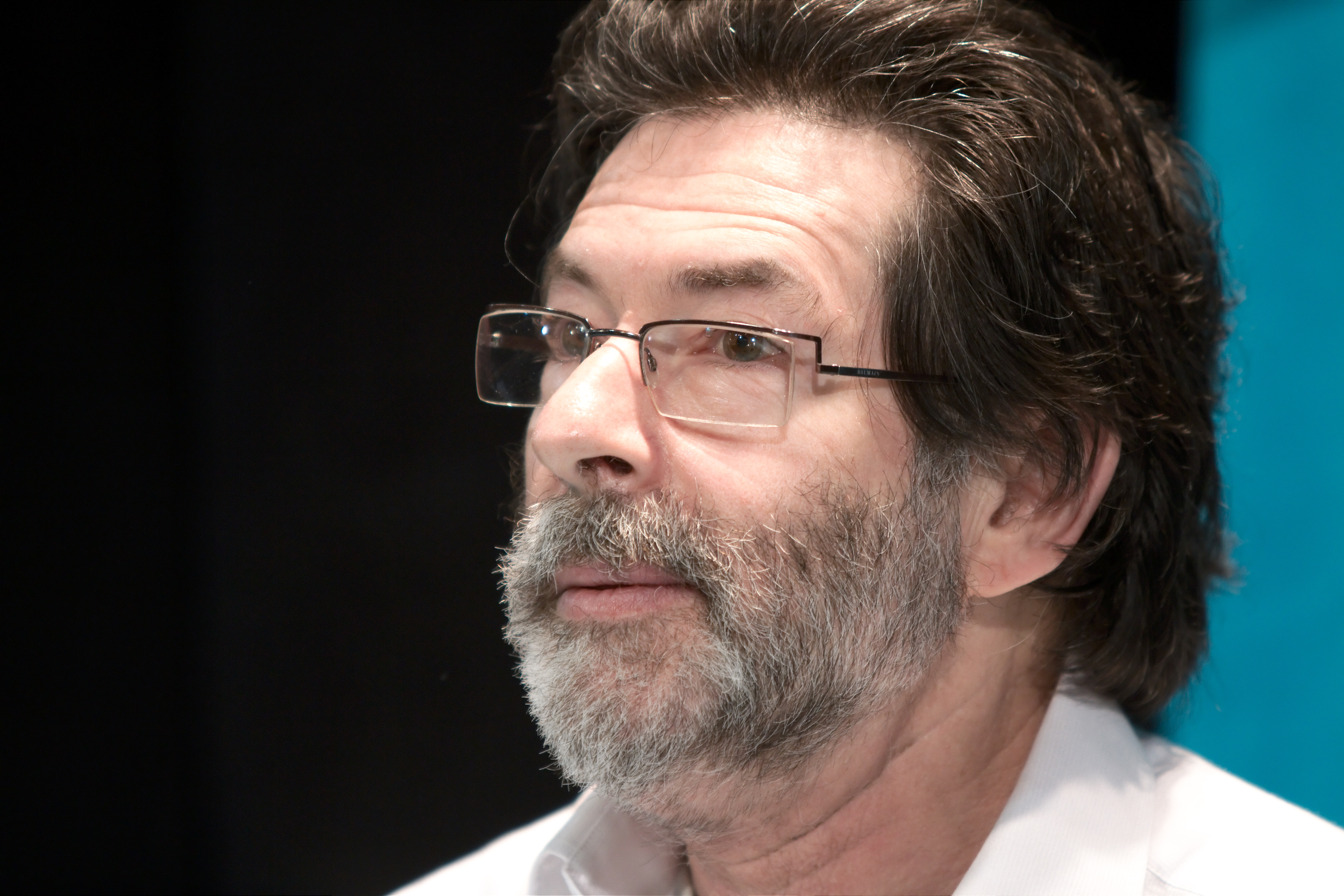
Max Cabanes (2010) tecknade udda serienoveller samt de längre berättelserna kring Tjålan och Antitjålan.
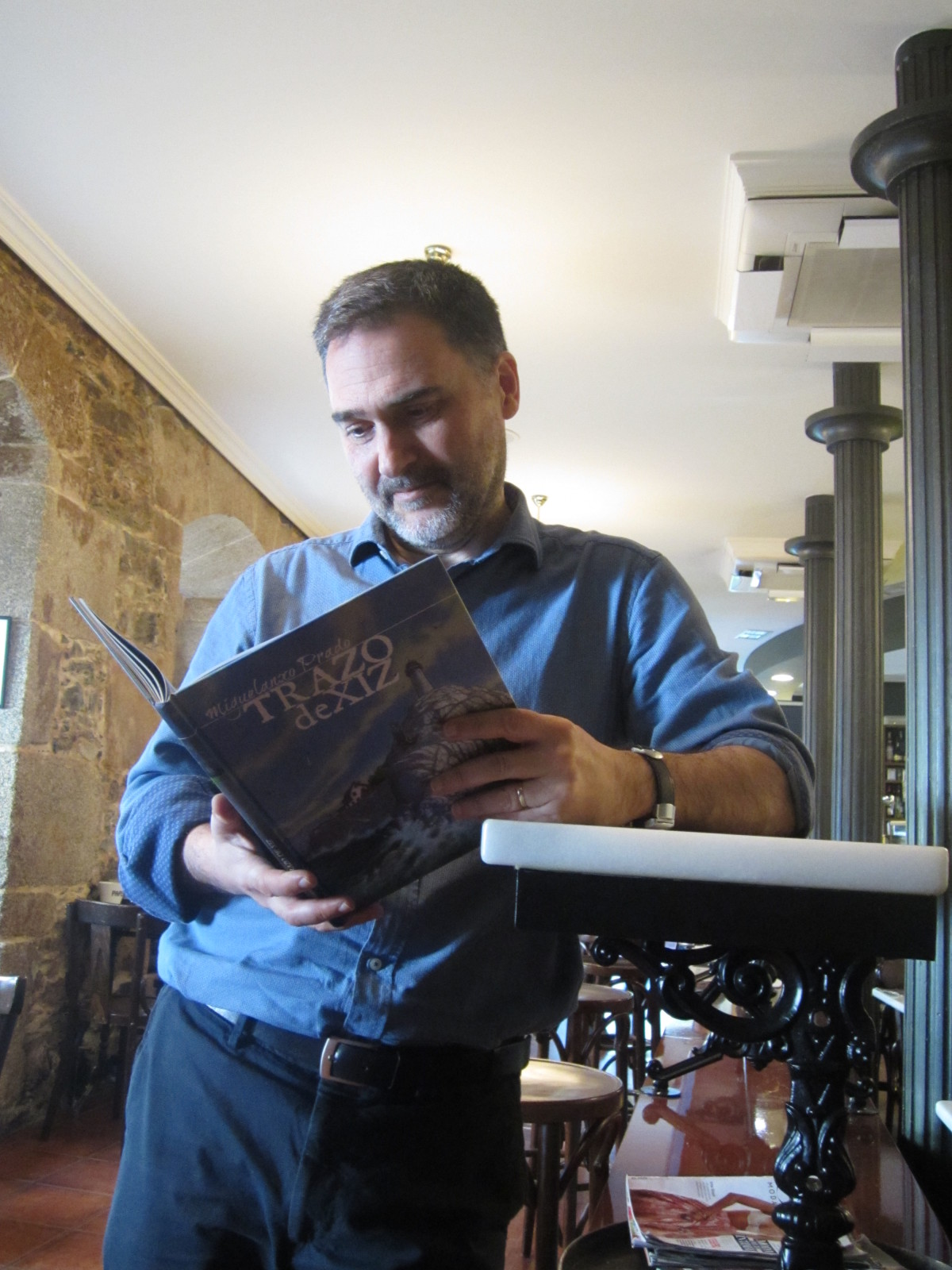
Galiciern Miguelanxo Prado (2012) visade upp små relationsberättelser.
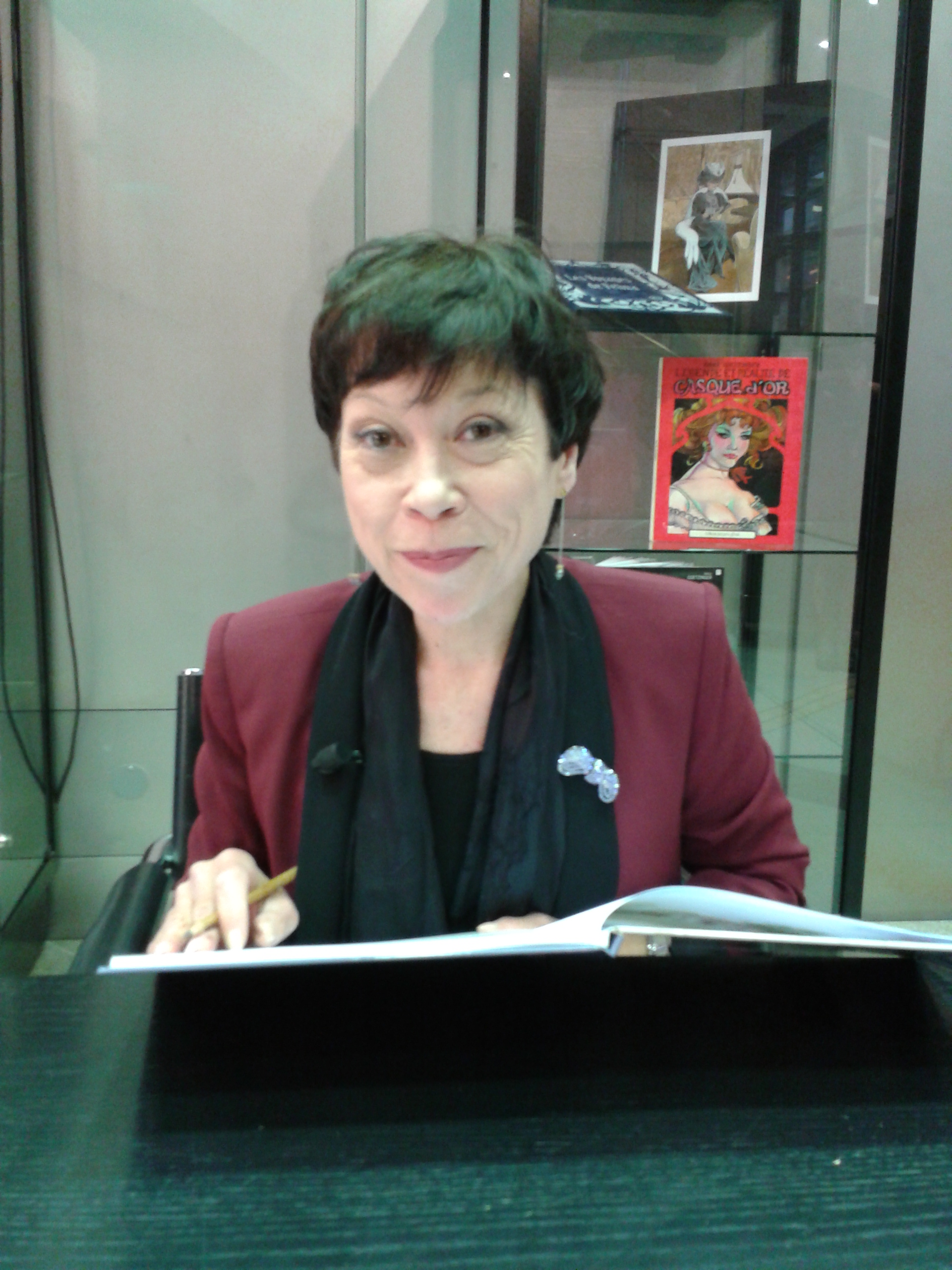
Annie Goetzinger (2013) var en av de återkommande kvinnliga serietecknarna.
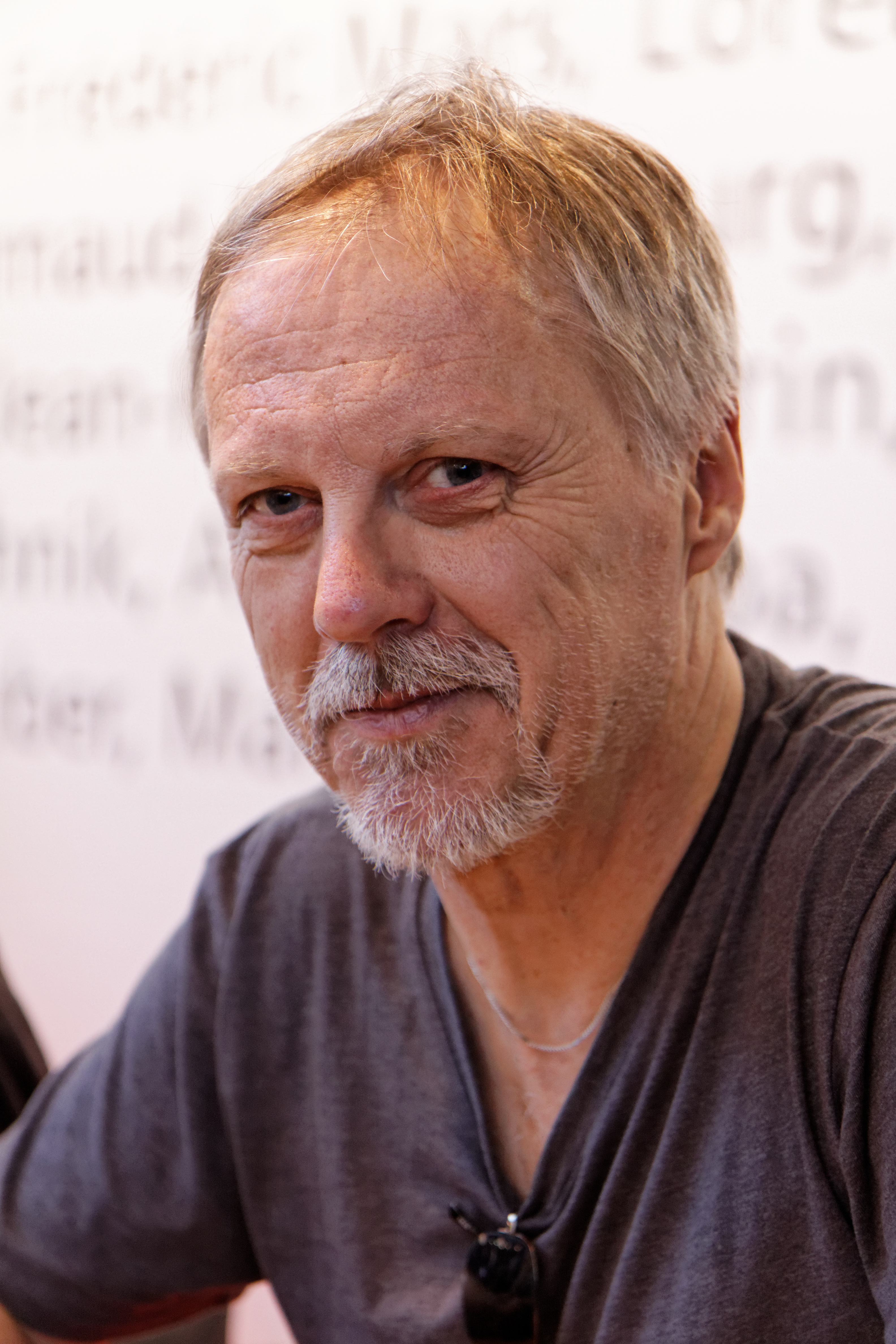
Frank Margerin (2012) fyllde med sin Rocky tidningens seriekvot om motorburen ungdom med voluminösa frisyrer.
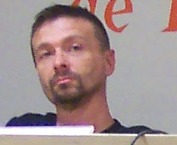
Ralf König (2005) skämtade om bögar och skrämdes med mördarkondomer.
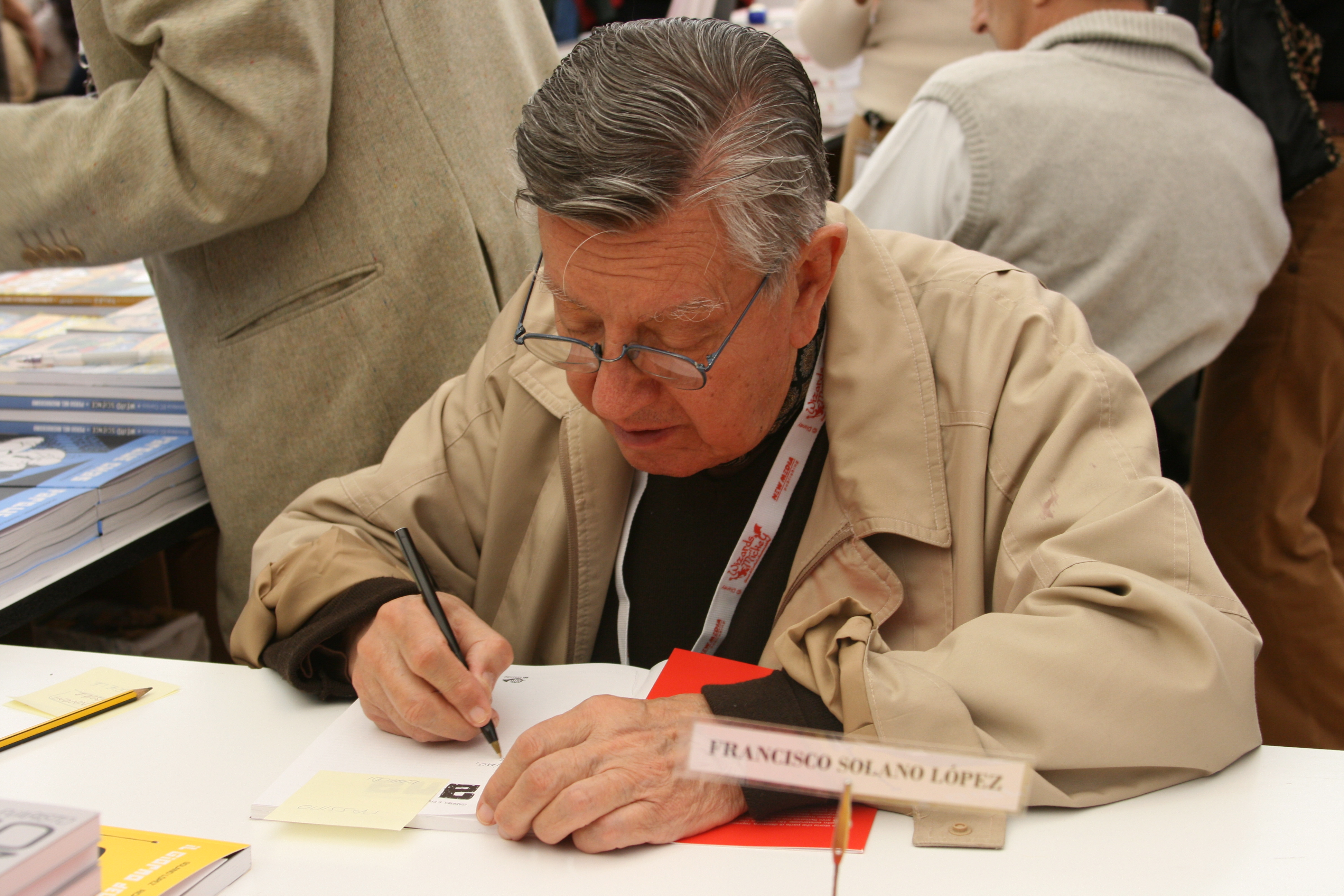
Argentinske serieveteranen Francisco Solano López (2007) samarbetade i Epix med sin landsman Carlos Sampayo.
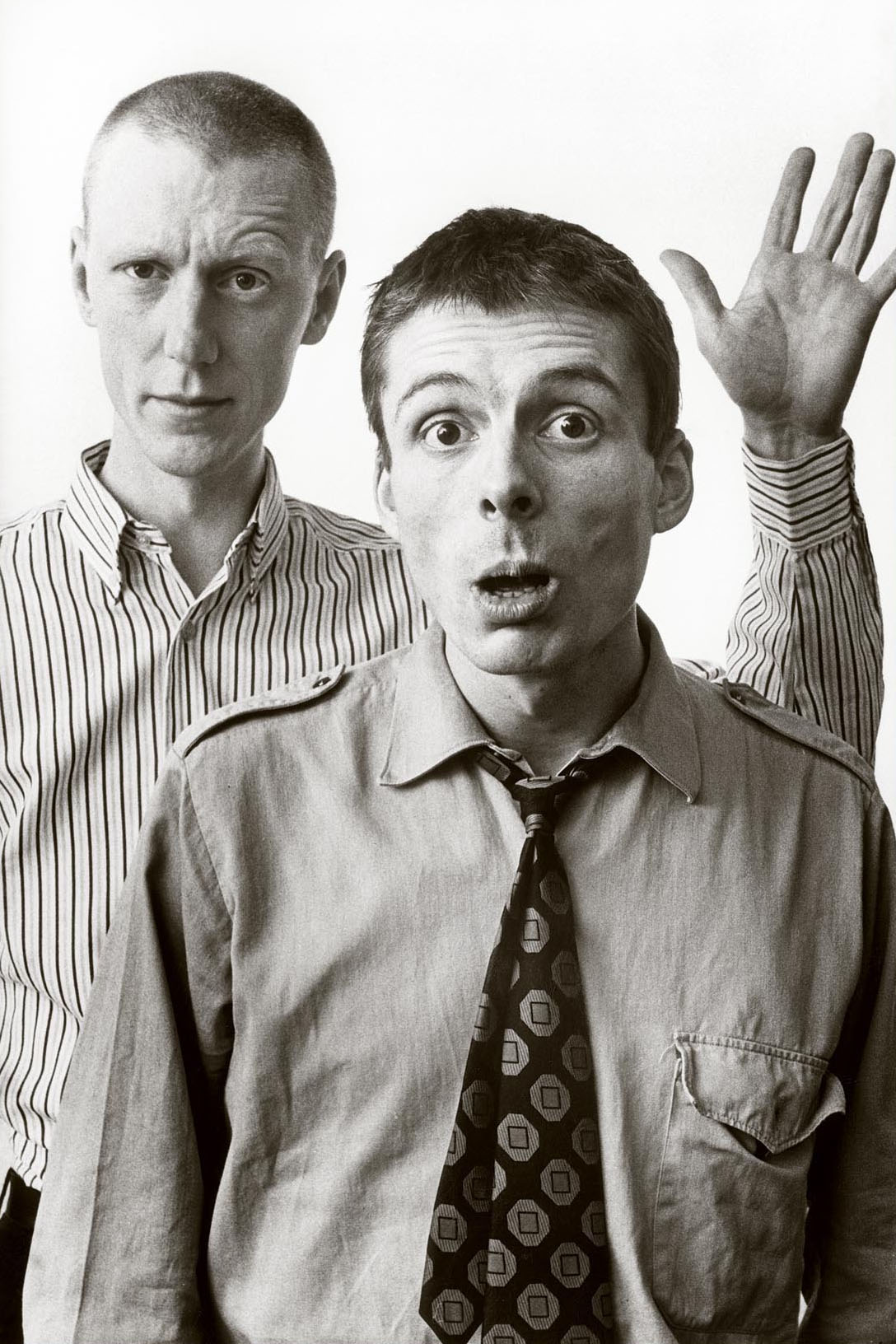
Konstig flamländsk "seriehumor" bjöd duon Herr Seele och Kamagurka (1982) på.
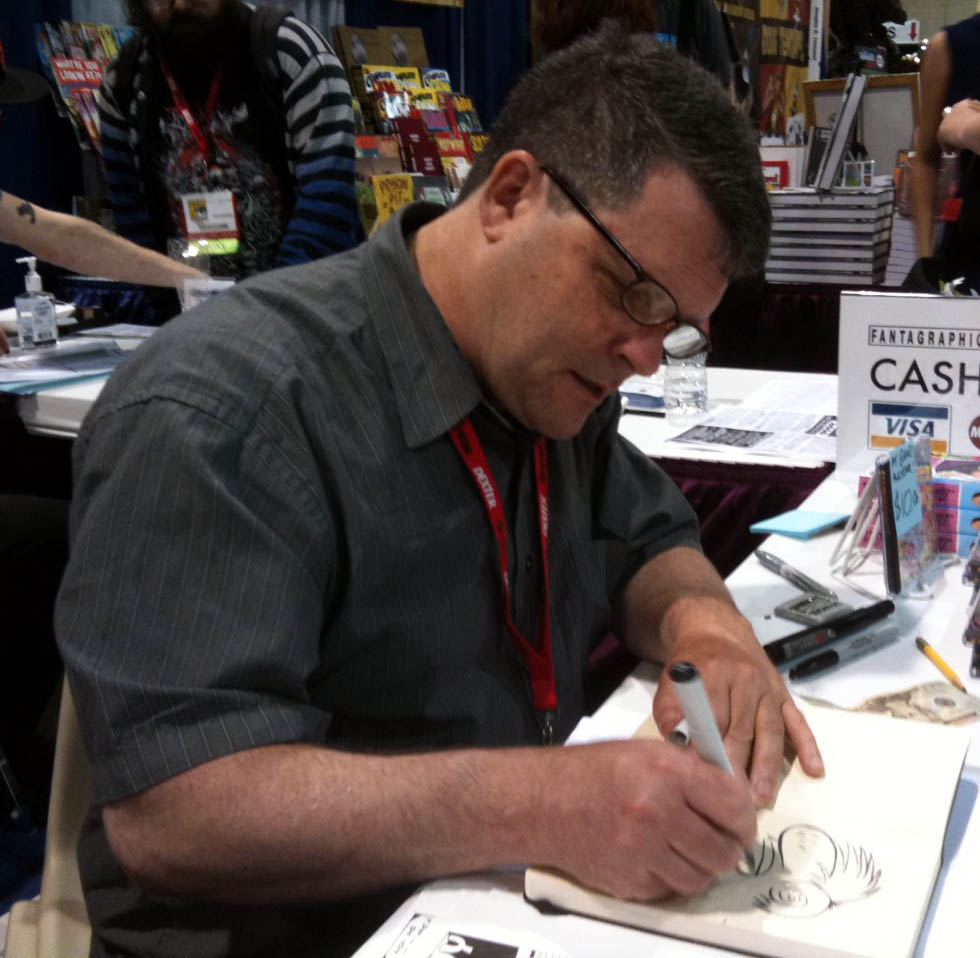
Peter Bagge (2010) var flitig gäst under Epix' senare år.